# Верностонос
Верностонос (Verostonos, Vernostonus) је био древно божанство рата поштовано код Келта који су настањивали римске делове Британије. Његово име је повезано са дрветом јове, а води порекло из пра-келтика, од речи werno-stonos што значи јецаји јовика.
Олтари Верностоносу су пронађени широм Велике Британије, а на једном од њих стоји запис се повезује са богом рата Коцидијусом.